# スウェーデン王立バレエ

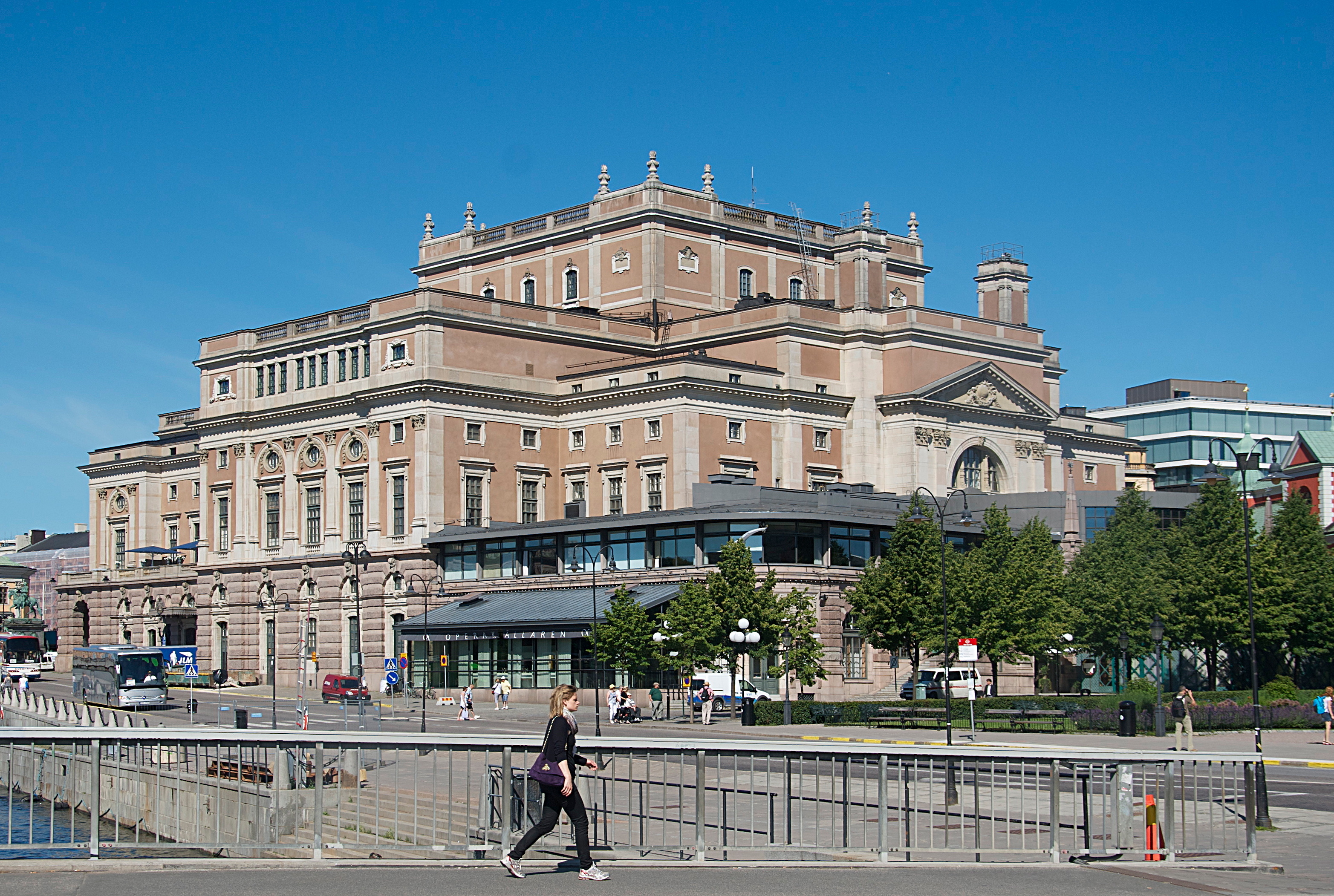
スウェーデン王立歌劇場

スウェーデン王立バレエ（典: Kungliga Baletten、英: Royal Swedish Ballet）は、スウェーデンのストックホルムを拠点とするバレエ団である。ヨーロッパ最古のバレエ団の1つとして知られ、1773年に文化面におけるフランスとイタリアの圧倒的優勢に対抗すべく、グスタフ3世が国家的文化プロジェクトの一環として設立したバレエ団を起源とする。この際、スウェーデン王立歌劇場とスウェーデン王立演劇場も設立されている。いずれも当初はボルフセットにあった古い劇場に置かれていたが、スウェーデン王立バレエはスウェーデン王立歌劇場の開場に合わせて設立され、以来ここを本拠地としている。

## 歴史
1773年に至るまで、スウェーデンでは演劇やオペラ、バレエといった舞台演劇はすべて外国の劇団による公演であった。最初のバレエ公演は1638年にクリスティーナ女王が雇い入れたアントワーヌ・デ・ボーリュー率いるフランスのバレエ団によって宮廷で行われ、同世紀中に行われた最初の一般向け公演もボルフセットの劇場で外国のバレエ団により行われた。唯一の例外は、1737年から1753年にかけてボルフセットでスウェーデンのプロ劇団が上演したものだけであった。このとき、この劇団のスウェーデン人ダンサーが初めてバレエを上演したとされ、その演目は1738年8月にオロフ・フォン・ダーリンによる『Den afvundsiuke（"The Envious"、「嫉妬深さ」の意）』であったとされる。しかし、これを演じたスウェーデン人ダンサーについては名前が知られていない。おそらくジャン・マルカードに教えを受けた人物であること、ダンサーの一人はフランス人のガブリエル・セナクであったことのみ伝わっている。しかし、1753年にはスウェーデン人による上演は途絶えてしまう。

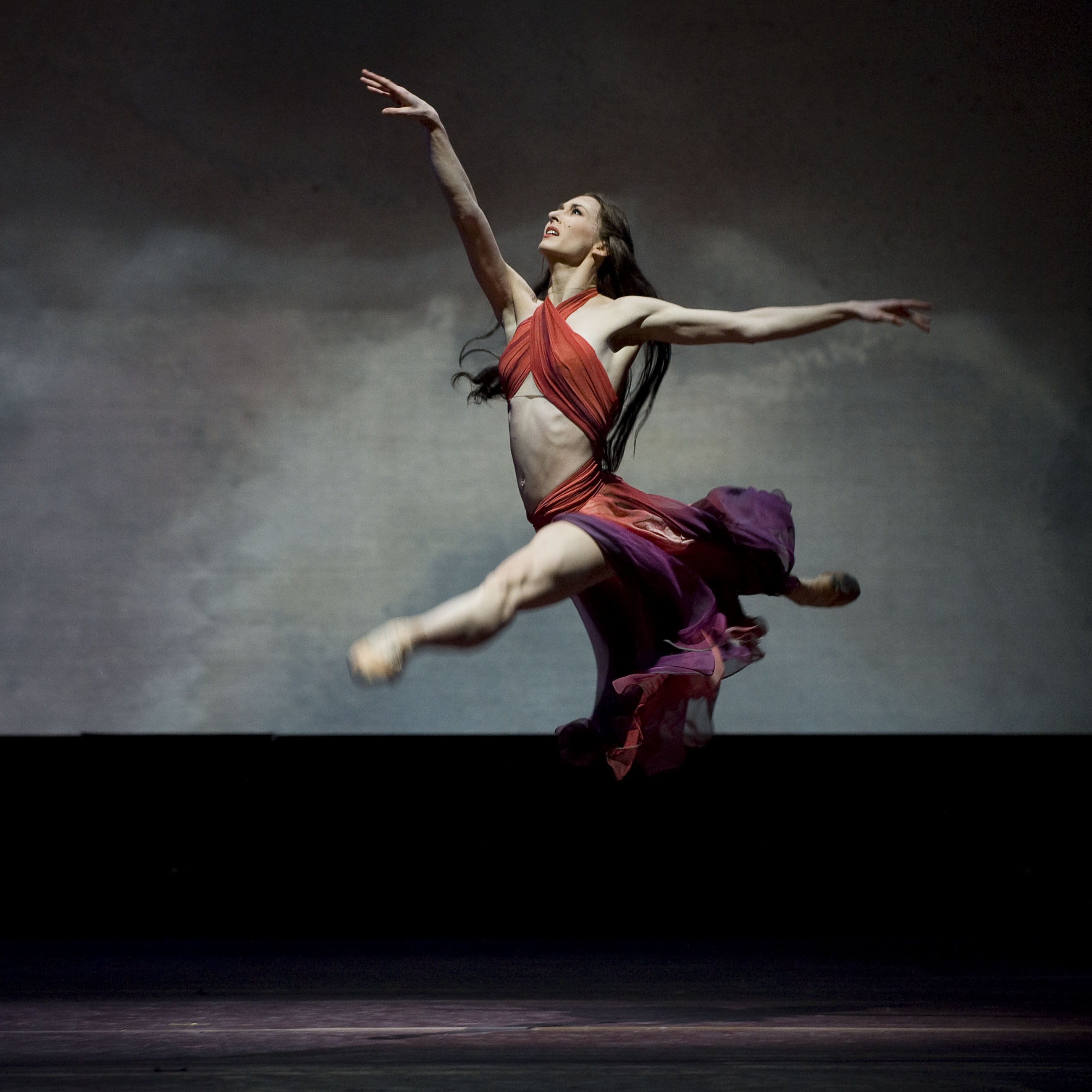
『ノートルダムのせむし男』でエスメラルダを演じるナジャ・セルラップ。2009年、スウェーデン王立歌劇場での公演。

グスタフ3世は、舞台芸術において才能を持つ自国民を生み出し、教育を行うことを望んでいた。このために劇場、そしてバレエ団でまず外国の専門家による教育を受けた自国民の演者を第一世代として育成することとし、1773年に自国民による舞台を作り上げるためにフランスのバレエ団そのものは雇い止めしつつ、フランス人ダンサーの多くをそのまま雇い入れた。そして、フランス、イタリア、ベルギーなどからアントワーヌ・ブルノンヴィル（オーギュスト・ブルノンヴィルの父）、ルイ・ガロディエ、ジョヴァンナ・バッシ、ジュリー・アリックス・デ・ラ・フェイなどのダンサーを、公演のため、そしてスウェーデンのバレエ学生の教育のために雇い入れた。バレエ団の最初の学生のほとんどは、劇団やオペラの学生と同様に宮廷仕えの者達や音楽家らの子弟から採られた。1773年の舞台に上がったバレエ団には過去にプロとして踊った経験を持つスウェーデン人はほとんどいなかったが、そのうちの1人シャルロッテ・スロッツベリは現在名前が知られている最初のスウェーデン人ダンサーの1人である。18世紀におけるスウェーデン王立バレエの最大の成功は、1786年のガロディエによるオペラ『グスタフ・アドルフとエバ・ブラーエ（Gustav Adolf och Ebba Brahe）』のバレエ・シーンであると考えられている。また1789年のアントワーヌ・ブルノンヴィルによるバレエ『Fiskarna（うお座）』も大成功を収めた。
当初からバレエはオペラと密接に関連しており、バレエはオペラの公演の一部に過ぎなかった。また、ダンサーは王立演劇場でも活躍した。スウェーデン王立歌劇場は1806年から1812年にかけて閉鎖されたが、バレエ団は王立演劇場に移って公演を続けた。
19世紀の間は、バレエは常に新作が作られ、古い作品が上演されることはめったになかった。ルイス・デランドの『En komisk balett（A Comic Ballet）』は1796年から1809年にかけて127回、『ラ・フィユ・マル・ガルデ』は1812年から1842年まで54回の上演を数えた。オーギュスト・ブルノンヴィルは客任バレエマスターとして1839年、1847年、1857年、1858年そして1861年から1864年にスウェーデン王立バレエを指導しており、ブルノンヴィル好みのスウェーデン人ダンサー、シャルロッタ・ノルベリとヨハンナ・スンドベリがブルノンヴィルの技術を学生に伝えた。その後、スウェーデン王立バレエは19世紀末にはかなり寂れた状態にあったされる。1856年にアンダース・セリンダールとソフィー・ダギンが解任されると、バレエは独立した芸術ではなくオペラのおまけという扱いになり、ブルノンヴィルの教え子であったシグルド・ルンドにもこの流れを押し止められるほどの力はなかった。バレエが独立して上演されるようになったのは、1913年のことであった。
公演時の演奏は、スウェーデン王立歌劇場管弦楽団（Kungliga Hovkapellet）が担当している。
現在、ニコラ・ル・リッシュがスウェーデン王立バレエの芸術監督、ビルギッタ・スヴェンデンがスウェーデン王立歌劇場の総監督を務めている。また、スウェーデン王立バレエ団の支援者団体として、オペラ・バレエ・クラブ（典: Operans Balettklubb）がある。

## ストックホルム北緯59°
ストックホルム北緯59°（Stockholm 59° North）は、スウェーデン王立バレエのソリストによる団内カンパニーであり、ミア・ヘルテが芸術監督を務めている。